# مركز قيادة الدولة الإستراتيجي (مصر)
مركز قيادة الدولة الإستراتيجي أو الأوكتاجون هو المقر الجديد لوزارة الدفاع المصرية، كونها جزء من مبادرة أكبر بكثير لنقل جميع المكاتب الحكومية إلى العاصمة الإدارية الجديدة. يهدف إنشاء المقر الجديد إلى أن يكون الأضخم في العالم، ويقع في العاصمة الجديدة بالقاهرة الكبري. يمتد المقر على مساحة إجمالية قدرها 22,000 فدان (92 كـم2)، مع حوالي 50,500,000 قدم مربع (1,120 فدان) من المساحة الأرضية. ويضم المقر 13 منطقة - لكل منها دورها الخاص - مما يجعله أكبر مقر دفاع ومجمع مباني مكاتب في العالم متجاوز البنتاغون في الولايات المتحدة الأمريكية. الأوكتاجون يعد جزء من مؤسسة كبيرة، والتي تضم أماكن عبادة ونوادي وفنادق ومدارس وملاعب ومشاريع سكنية ومراكز تسوق ومستشفيات ومجمعات للخدمات المدنية والإدارية. المكان مؤمن بوحدتين من الحرس الجمهوري، ووسائل أمنية أخرى.

صرح اللواء الدكتور سمير فرج الخبير الاستراتيجي المصري خلال زيارة الرئيس المصري عبد الفتاح السيسي للأوكتاجون أن المقر بالعاصمة الإدارية الجديدة هو الأول من نوعه في مصر والشرق الأوسط بأكمله وتابع:
يوجد هذا المركز في 3 دول فقط في العالم، بما في ذلك الولايات المتحدة الأمريكية.

## المراكز الستة
يتكون مركز القيادة الاستراتيجية للدولة (الأوكتاجون) من ستة مراكز:
1. مركز البيانات الاستراتيجية الموحدة - يحتوي على كافة بيانات مؤسسات الدولة.
2. مركز التحكم للشبكة الإستراتيجية - يسيطر على الجهاز الإداري للدولة.
3. مركز إدارة وتشغيل المرافق الحكومية - يسيطر على وكالات ومرافق الدولة.
4. مركز التحكم في شبكة الاتصالات - يضمن استقرار الاتصالات على الصعيد الوطني.
5. مركز الطوارئ والسلامة - يدير خدمات الطوارئ وخدمات الأمن الميداني.
6. مركز التنبؤات الجوية - يقوم بتجهيز مركز دفاع الدولة في حالة حدوث أي كوارث طبيعية.

بالإضافة إلى عدد من المستودعات التي تؤمن احتياجات الدولة من البضائع الاستراتيجية.

## البناء
اكتسب الأوكتاجون اسمه بسبب تصميمه المعماري الشبيه بالمثمن، والذي يتكون من ثمانية مبانٍ خارجية مثمنة الشكل، وبالتالي تمثل جميع الفروع الثمانية للقوات المسلحة المصرية. يتكون الكيان ككل من 10 مبان، 8 منها خارجية واثنتان داخليتان. يحتوي كل مبنى على ثمانية جوانب متصلة ببعضها البعض، مع ممرات متصلة بقلب المبنى المعروف باسم «المبنى الرئيسي» الذي يقع في منتصف الكيان. بينما يوجد مبنيان وزاريان مركزيان يقعان في وسط الهيكل الثماني الأضلاع، كلاهما متصل ببعضه البعض وبقية المباني الخارجية الثمانية بواسطة ممرات طولية.

## التصميم والعمارة
تأثرت هندسة المقر الرئيسي لوزارة الدفاع المصرية / وزارة الحرب بالعمارة المصرية القديمة، حيث استخدموا الأعمدة لدعم المباني على الطراز المصري القديم.

## القادة
- عبد الفتاح السيسي القائد الأعلى للقوات المسلحة رئيس الجمهورية.
- الفريق أول عبد المجيد صقر القائد العام للقوات المسلحة رئيس المجلس الأعلى للقوات المسلحة وزير الدفاع والإنتاج الحربي.
- الفريق أحمد فتحي خليفة رئيس أركان حرب القوات المسلحة.
- رئيس مركز قيادة الدولة الاستراتيجية اللواء أركان حرب محمد جحوش.[14]